# センタリング
センタリングとは、サッカーにおいてフィールド左右の敵陣深い位置（ペナルティエリア付近）からゴール前を狙ってロングパスを蹴ること。クロス或いはクロスボールとも呼ぶ。ゴール前にいるフォワードなどの選手はセンタリングされたボールをヘディングシュートやボレーシュートでゴールに入れ得点することを狙う。タッチライン沿いからロングパスする場面が多いが、敵陣深くペナルティーエリア内でゴールラインに近い位置まで入り込んでからのクロスもある。

## 基本プレー
通常、センタリングは浮かせて蹴るが、これは守備の選手の上を越えて味方の選手にパスを通すことと、味方の選手にヘディングシュートさせる為である。味方のフォワードに相手のディフェンダーよりも身長の高い選手や跳躍力の高い選手がいるときなどは特に有効な攻撃方法であり、そういった空中戦に強い選手がいる場合は高い山なりの軌道のセンタリングが滞空時間が長くボールの落下地点に移動しやすいうえに、ボールが横に通過するよりも斜め上から通過したほうがボールに接触できるタイミングが長いので効果的である。しかしこれは守備の選手もボールの落下地点に移動しやすく空中戦で競り合いとなってしまう可能性が高いため競り合いでの強さが不可欠となる。一方で長身の選手などがいない場合でも、低い軌道で速いボールを蹴ることで守備の選手にボールの落下地点に移動する時間を与えずフリーの状態でヘディングしたり出来る。しかし低くて速いセンタリングは上手く味方の選手に合わせなければ味方の選手が受け取ることが出来ないため精度の高いロングキックが必要となる。また、センタリングに回転をかけてゴール手前でボールを急激に落下させることによってボールの落下角度を深くしてヘディングしやすくさせたり、ディフェンスを戸惑わせたり出来る。それに落下角度が深いほうがボールがゴール前に留まりやすくセカンドチャンスが生まれやすいという利点もある。

## センタリングの分類

### センタリングの方向による分類
- プラスのクロス：相手ゴール方向へのセンタリングである。

- マイナスのクロス：相手ゴール方向から遠ざかるセンタリングである。左右サイドの非常に深い位置（ゴールライン際など）から斜め後ろに向かってゴールからやや遠ざかるかたちで出される。そのためオフサイドになる危険性がないパスである。

### センタリングの距離による分類
- ニアへのクロス：センタリングを出すサイドから見て近く（ゴール手前側）にいる選手に出すセンタリング。

- ファーへのクロス：センタリングを出すサイドから見て遠く（ゴールの逆側）にいる選手に出すセンタリング。逆サイドから飛び出してくる選手などに合わせると効果的である。

### 特殊なセンタリング
- アーリークロス：相手の守備が戻りきらないうちに、ディフェンスラインとゴールキーパーの間を狙って浅い位置から入れるセンタリング。ディフェンスラインの裏へセンタリングされた場合、相手ディフェンスは後ろへ下がりながら守ることになり、ボールとフォワードの選手を同時に捉えることが難しくなる。そのため、相手のマークを外したりディフェンスの裏へ飛び出すといったことが簡単に出来るようになるが、一方で斜め後ろからのボールとなるためシュートへ持ち込むのが難しい。ヨーロッパではカウンター型のチームが多用する傾向があり、デビッド・ベッカムなどが得意とすることで知られる。

- グラウンダーのクロス：地面すれすれを這うセンタリング。グラウンダーでセンタリングを出した場合はディフェンスの隙間を縫って通り抜けるコースに出さなければならないので非常に正確なキックが必要である。速いグラウンダーのクロスは反応するのが難しく守備側の選手にとっても攻撃側の選手にとっても難しいボールとなるが、ピンポイントでフォワードに合わせることが出来ればゴールキーパーも反応できず強力な攻撃となる。